# Norbert Klassen
Norbert Klassen (* 30. Mai 1941 in Duisburg; † 1. Dezember 2011 in Bern) war ein deutscher Schauspieler und Performancekünstler, der mit 23 Jahren nach Bern übersiedelte.

## Leben und Werk
Nach einer klassischen Bühnenausbildung an der Westfälischen Schauspielschule Bochum und einem ersten Engagement am Stadttheater Aachen wurde er 1965 an das Kleintheater an der Kramgasse sowie das Stadttheater nach Bern geholt. Klassen hatte in Bern Erfolg mit dem Stück Draußen vor der Tür von Wolfgang Borchert. Die Erstaufführung fand 1966 im Kleintheater Kramgasse 6, Bern statt. Das Stück wurde unter der Regie von Thomas Nyffeler an die 300 mal aufgeführt.
Die Welt der Schauspielerei wurde ihm zu eng und er trat an Bahnhöfen und in der Strassenbahn, auf dem Balkon und im Korridor auf, schon bevor er den Begriff „Performancekunst“ kennenlernte. Inspiriert von der Fluxus-Bewegung, von John Cage, vom The Living Theatre und Gerhard Johann Lischka gründete Klassen 1970 in Bern das Theaterkollektiv Studio am Montag. Hier erkundete er Grenzbereiche zwischen Theater und Performance, oft auch in Zusammenarbeit mit seiner Partnerin, der Schauspielerin und Performance-Künstlerin Janet Haufler (1931–2020). Das Studio am Montag entfernte sich immer weiter vom traditionellen Theater und wurde 1985 zum Stop Performance Theater STOP.P.T. Als die städtischen Subventionen für STOP.P.T halbiert wurden, gab er 1995 den Sisyphuspreis zurück, den er 1992 bekommen hatte.
Klassen verkündete den „Tod des Theaters“ und postulierte die Performance als adäquate künstlerische Nachfolgeform. Das Brakteaten Stück beispielsweise ist eine 24-stündige Performance, die 1987 auf der documenta 8 in Kassel aufgeführt wurde und in Zusammenarbeit von Boris Nieslony Jürgen Fritz, Zygmunt Pietrowski, Jacques van Poppel, Tomáš Ruller und Norbert Klassen entstanden ist.
Klassen lehrte von 1980 bis 1997 an der Berner Schauspielschule und von 1982 bis 1994 Schauspiel und Performance an der F+F Schule für Kunst und Design. Er organisierte von 2001 bis 2010 das Bone–Festival für Aktionskunst in Bern und war einer der Gründer des Black Market International, einer Performancekünstlergruppe.